# SheBelieves Cup
A SheBelieves Cup é um torneio mundial de futebol feminino, que se disputa anualmente nos Estados Unidos, desde 2016.
Participam 4 seleções nacionais de futebol feminino, os Estados Unidos e mais 3 seleções convidadas. As maiores vencedoras deste torneio, e também as atuais campeãs são os Estados Unidos com 7 títulos.

## Formato
As 4 equipes formam 1 grupo de todos contra todos. A pontuação é dada da forma clássica, 3 pontos em caso de vitória, 1 em caso de empate e 0 em caso de derrota. Em caso de empate, o critério usado para o desempate será o de saldo de gols.

## Seleções vencedoras
| Ano  | Campeãs        | Vices          | Terceiro lugar  | Quarto lugar   |
| ---- | -------------- | -------------- | --------------- | -------------- |
| 2016 | Estados Unidos | Alemanha       | Inglaterra      | França         |
| 2017 | França         | Alemanha       | Inglaterra      | Estados Unidos |
| 2018 | Estados Unidos | Inglaterra     | França          | Alemanha       |
| 2019 | Inglaterra     | Estados Unidos | Japão           | Brasil         |
| 2020 | Estados Unidos | Espanha        | Inglaterra      | Japão          |
| 2021 | Estados Unidos | Brasil         | Canadá          | Argentina      |
| 2022 | Estados Unidos | Islândia       | República Checa | Nova Zelândia  |
| 2023 | Estados Unidos | Japão          | Brasil          | Canadá         |
| 2024 | Estados Unidos | Canadá         | Brasil          | Japão          |
| 2025 | Japão          | Estados Unidos | Colômbia        | Austrália      |

## Melhor Jogadora
| Year | Player           |
| ---- | ---------------- |
| 2016 | Alex Morgan      |
| 2017 | Camille Abily    |
| 2020 | Alexia Putellas  |
| 2021 | Rose Lavelle     |
| 2022 | Catarina Macario |
| 2023 | Mallory Swanson  |
| 2024 | Sophia Smith     |
| 2025 | Mina Tanaka      |

## Maiores Artilheiras
Última atualização feita após o fim da edição de 2024, 09/04/24
| Rank | Name              | Total |
| ---- | ----------------- | ----- |
| 1    | Mallory Swanson   | 8     |
| 2    | Megan Rapinoe     | 7     |
| 3    | Ellen White       | 5     |
| 3    | Alex Morgan       | 5     |
| 5    | Debinha           | 4     |
| 5    | Christen Press    | 4     |
| 7    | Eugénie Le Sommer | 3     |
| 8    | Toni Duggan       | 2     |
| 8    | Beth Mead         | 2     |
| 8    | Camille Abily     | 2     |
| 8    | Anja Mittag       | 2     |
| 8    | Mana Iwabuchi     | 2     |
| 8    | Yuka Momiki       | 2     |
| 8    | Lucía García      | 2     |
| 8    | Alexia Putellas   | 2     |
| 8    | Tobin Heath       | 2     |
| 8    | Carli Lloyd       | 2     |
| 8    | Catarina Macario  | 2     |
| 8    | Kristie Mewis     | 2     |

## Mais Títulos
| Número de vitórias | Seleção vencedora |
| ------------------ | ----------------- |
| 7                  | Estados Unidos    |
| 1                  | França            |
| 1                  | Inglaterra        |